# Zwemmen op de Olympische Zomerspelen 2020 – 400 meter vrije slag mannen
De 400 meter vrije slag mannen op de Olympische Zomerspelen 2020 vond plaats op 24 juli, series, en 26 juli 2021, finale. Omdat het zwembad waarin de wedstrijd gehouden werd 50 meter lang is, bestond de race uit acht baantjes. Na afloop van de series kwalificeerden de acht snelste zwemmers zich voor de finale. Regerend olympisch kampioen was de Australiër Mack Horton.

## Records
Voorafgaand aan het toernooi waren dit het wereldrecord en het olympisch record
| Wereldrecord     | Paul Biedermann | 3.40,07 | Rome   | 26 juli 2009 |
| Olympisch record | Sun Yang        | 3.40,14 | Londen | 28 juli 2012 |

## Uitslagen

### Series
| Rang | Naam | Land | Tijd                 | Serie            | Baan    | Bijz. |
| ---- | ---- | ---- | -------------------- | ---------------- | ------- | ----- |
| 1    | 4    | 2    | Henning Mühlleitner  | Duitsland        | 3.43,67 | Q     |
| 2    | 4    | 3    | Felix Auböck         | Oostenrijk       | 3.43,91 | Q     |
| 3    | 4    | 4    | Gabriele Detti       | Italië           | 3.44,67 | Q     |
| 4    | 5    | 4    | Elijah Winnington    | Australië        | 3.45,20 | Q     |
| 4    | 5    | 5    | Jack McLoughlin      | Australië        | 3.45,20 | Q     |
| 6    | 5    | 2    | Kieran Smith         | Verenigde Staten | 3.45,25 | Q     |
| 7    | 5    | 1    | Jake Mitchell        | Verenigde Staten | 3.45,38 | Q     |
| 8    | 4    | 8    | Ahmed Hafnaoui       | Tunesië          | 3.45,68 | Q     |
| 9    | 3    | 5    | Antonio Djakovic     | Zwitserland      | 3.45,82 |       |
| 10   | 5    | 6    | Marco De Tullio      | Italië           | 3.45,85 |       |
| 11   | 4    | 7    | Guilherme Costa      | Brazilië         | 3.45,99 |       |
| 12   | 4    | 6    | Lukas Märtens        | Duitsland        | 3.46,30 |       |
| 13   | 4    | 5    | Danas Rapšys         | Litouwen         | 3.46,32 |       |
| 14   | 3    | 7    | Marwan El-Kamash     | Egypte           | 3.46,94 |       |
| 15   | 3    | 1    | Kregor Zirk          | Estland          | 3.47,05 |       |
| 16   | 2    | 4    | Alfonso Mestre       | Venezuela        | 3.47,14 |       |
| 17   | 3    | 4    | Aleksandr Jegorov    | Russische ploeg  | 3.47,71 |       |
| 18   | 5    | 8    | Gábor Zombori        | Hongarije        | 3.47,99 |       |
| 19   | 5    | 7    | Ji Xinjie            | China            | 3.48,27 |       |
| 20   | 4    | 1    | Kieran Bird          | Groot-Brittannië | 3.48,55 |       |
| 21   | 3    | 3    | Henrik Christiansen  | Noorwegen        | 3.48,88 |       |
| 22   | 5    | 3    | Martin Maljoetin     | Russische ploeg  | 3.49,49 |       |
| 23   | 3    | 2    | Zac Reid             | Nieuw-Zeeland    | 3.49,85 |       |
| 24   | 2    | 3    | Martin Bau           | Slovenië         | 3.52,56 |       |
| 25   | 2    | 2    | Joaquín Vargas       | Peru             | 3.52,94 |       |
| 26   | 3    | 8    | Lee Ho-joon          | Zuid-Korea       | 3.53,23 |       |
| 27   | 1    | 5    | Eduardo Cisternas    | Chili            | 3.54,10 |       |
| 28   | 3    | 6    | David Aubry          | Frankrijk        | 3.55,01 |       |
| 29   | 2    | 6    | Aflah Fadlan Prawira | Indonesië        | 3.55,08 |       |
| 30   | 2    | 7    | Wesley Roberts       | Cookeilanden     | 3.55,65 |       |
| 31   | 1    | 4    | Igor Mogne           | Mozambique       | 3.56,56 |       |
| 32   | 1    | 3    | Irakli Revishvili    | Georgië          | 3.57,49 |       |
| 33   | 2    | 5    | Welson Sim           | Maleisië         | 3.58,25 |       |
| 34   | 2    | 8    | Alex Sobers          | Barbados         | 3.59,14 |       |
| 35   | 2    | 1    | James Freeman        | Botswana         | 4.03,10 |       |
| 36   | 1    | 6    | Filip Derkoski       | Noord-Macedonië  | 4.03,34 |       |

### Finale
| Rang   | Baan | Naam                | Land             | Tijd    | Bijz. |
| ------ | ---- | ------------------- | ---------------- | ------- | ----- |
| Goud   | 8    | Ahmed Hafnaoui      | Tunesië          | 3.43,36 |       |
| Zilver | 2    | Jack McLoughlin     | Australië        | 3.43,52 |       |
| Brons  | 7    | Kieran Smith        | Verenigde Staten | 3.43,94 |       |
| 4      | 4    | Henning Mühlleitner | Duitsland        | 3.44,07 |       |
| 4      | 5    | Felix Auböck        | Oostenrijk       | 3.44,07 |       |
| 6      | 3    | Gabriele Detti      | Italië           | 3.44,88 |       |
| 7      | 6    | Elijah Winnington   | Australië        | 3.45,20 |       |
| 8      | 1    | Jake Mitchell       | Verenigde Staten | 3.45,39 |       |